# Хижаки-крихітки
Хижаки-крихітки (Anthocoridae) — родина клопів (Heteroptera). Включає 500-600 видів.

## Поширення
Anthocoridae присутні на всіх континентах (крім Антарктиди), з тропічною та голарктичною зонами як центрами різноманітності. Вони займають багато типів середовищ існування як природних, так і змінених. Трапляються на надземній частині рослин, але також і в інших середовищах існування, наприклад, у парші, у мурашниках або під корою.

## Опис
Клопи дрібних розмірів завдовжки 1,5-5 мм. Тіло помітно потовщене. Голова витягнута вперед (крім Oriini). Очі розвинені. Вусики із чотирьох члеників. Хоботок із трьох члеників, дугоподібно вигнутий. Переднеспинка трапецієподібна. Щиток трикутної форми. Коріум розділений надломами на екзокоріум, ендокоріум та кунеус. Перетинка з чотирма прямими жилками, часто невиразними, іноді утворюють три замкнені осередки. Ноги простої будови, передні та середні гомілки іноді з маленькою губчастою підошвою. Лапки з двох члеників.

## Спосіб життя
Вони живуть на квітах і листках, під корою або в опаді листя. Більшість видів є хижими і харчуються дрібними комахами, такими як попелиці, деякі є ектопаразитами і харчуються кров'ю. Лише деякі види роду Orius живляться соком рослин. Більшість із них мають господарське значення як біологічні вороги шкідників рослин. З цієї причини деякі види були інтродуковані в різні регіони земної кулі.

## Роди
- Acompocoris Reuter, 1875
- Alofa Herring, 1976
- Amphiareus Distant, 1904
- Anthocoris Fallen, 1814
- Calliodis Reuter, 1871
- Cardiastethus Fieber, 1860
- Coccivora Mcatee y Malloch, 1925
- Dufouriellus Kirkaldy, 1906
- Elatophilus Reuter, 1884
- Lasiochilus Reuter, 1871
- Lyctocoris Hahn, 1836
- Macrothacheliella Champion, 1955
- Melanocoris Champion, 1900
- Nidicola Harris y Drake, 1941
- Orius Wolff, 1811
- Paratriphleps Champion, 1900
- Physopleurella Reuter, 1884
- Plochiocoris Champion, 1900
- Scoloposcelis Fieber, 1864
- Solenonotus Reuter, 1871
- Temnostethus Fieber, 1860
- Tetraphleps Fieber, 1860
- Xylocoris Dufour, 1831

Викопні
- †Brachypicritus
- †Xyloesteles